# Стефанос Христопулос
непознато
Стефанос Христопулос (грч. Στέφανος Χρηστόπουλος; 1876, Патра — ?) је грчки рвач у грчко-римском стилу, који је учествовао на првим Олимпијским играма 1896. у Атини.
У дисциплини рвања грчко-римским стилом учествовало је 5 тамичара. У четвртфиналу Христопулос је победио мађарског рвача Момчила Тапавицу, али је у полуфиналу изгубио од свог земљака Јоргоса Цитаса и освојио је треће место и бронзану медаљу.
У обичном животу Христопулос је био трговац рибом.